# Coupe de France 2002/03
Het seizoen 2002/2003 was het 86e seizoen van de Coupe de France in het voetbal. Het toernooi werd georganiseerd door de Franse voetbalbond.
Dit seizoen namen er 5850 clubs deel. De competitie ging in de zomer van 2002 van start en eindigde op 31 mei 2003 met de finale in het Stade de France in Saint-Denis. De finale werd gespeeld tussen Association de la Jeunesse Auxerroise (voor de vierde keer finalist) en Paris Saint-Germain (voor de zevende keer finalist). AJ Auxerre veroverde voor de derde keer de beker door Paris Saint-Germain met 2-1 te verslaan.
Als bekerwinnaar nam AJ Auxerre in het seizoen 2003/04 deel in de UEFA Cup.

## Uitslagen

### 1/32 finale
De 20 clubs van de Ligue 1 kwamen in deze ronde voor het eerst in actie. De wedstrijden werden op 4, 5 en 11 januari gespeeld.
 * = thuis; ** zes wedstrijden werden op neutraal terrein gespeeld.
| Winnaar                    | Uitslag      | Verliezer              |
| -------------------------- | ------------ | ---------------------- |
| AJ Auxerre                 | 2-1          | SM Caen *              |
| Paris Saint-Germain        | 1-0 nv       | Besançon RC **         |
| Stade Rennes               | 4-1          | FC Sète *              |
| Girondins Bordeaux         | 3-0          | JA Armentières **      |
| Angoulême CFC              | 0-0 ns (4-2) | Tours FC *             |
| FC Martigues *             | 0-0 ns (3-1) | CS Sedan               |
| SC Schiltigheim *          | 3-1          | Troyes AC              |
| FC Lorient                 | 3-0          | US Montélimar *        |
| FC Bourg-Péronnas **       | 1-0          | RC Strasbourg          |
| Stade Laval                | 1-1 ns (5-3) | ES Vitrolles *         |
| FC Libourne-Saint-Seurin * | 1-0          | Olympique Lyon         |
| ES Wasquehal **            | 3-2 nv       | AS Monaco              |
| EA Guingamp                | 1-0          | Les Genêts d'Anglet ** |
| FC Metz                    | 0-0 ns (4-2) | OGC Nice *             |
| Toulouse FC *              | 3-1          | ES Viry-Châtillon      |
| Lille OSC                  | 3-0          | Stade Quimpérois *     |

| Winnaar                | Uitslag | Verliezer                   |
| ---------------------- | ------- | --------------------------- |
| CSO Amnéville *        | 2-1     | US Raon                     |
| Olympique Marseille *  | 2-0     | SC Bastia                   |
| AC Ajaccio             | 3-1     | AS Vitré **                 |
| Grenoble Foot 38 *     | 2-1     | FC Sochaux                  |
| ES Lambres-lès-Douai   | 2-1     | US Mauberge *               |
| Amiens SC *            | 5-3 nv  | Montpellier HSC             |
| AS Beauvais            | 4-0     | US Changé *                 |
| FC Nantes              | 2-0     | Stade Reims *               |
| Dijon FCO              | 2-1     | FC Vitré *                  |
| Le Havre AC            | 3-2     | Valenciennes FC *           |
| Le Mans UC             | 4-1 nv  | US Jeanne d'Arc Carquefou * |
| US Quevilly *          | 6-1     | ES La Rochelle              |
| AC Seyssinet Pariset * | 1-0     | Olympique Nîmes             |
| AS Nancy *             | 1-0 nv  | Chamois Niort FC            |
| RC Lens                | 3-2     | US Forbach *                |
| RCO Agde               | 3-0     | AS Villeurbanne **          |

### 1/16 finale
De wedstrijden werden op 25 januari gespeeld.
 * = thuis; ** Lambres-Angoulême in Avion, Seyssinet-Guingamp in Grenoble, Agde-Lille in Sète.
| Winnaar               | Uitslag | Verliezer              |
| --------------------- | ------- | ---------------------- |
| AJ Auxerre            | 3-0     | CSO Amnéville *        |
| Paris Saint-Germain * | 2-1 nv  | Olympique Marseille    |
| Stade Rennes *        | 3-0     | AC Ajaccio             |
| Girondins Bordeaux *  | 2-0     | Grenoble Foot 38       |
| Angoulême CFC         | 2-1     | ES Lambres-lès-Douai * |
| FC Martigues *        | 1-0     | Amiens SC              |
| SC Schiltigheim *     | 1-0     | AS Beauvais            |
| FC Lorient *          | 1-0     | FC Nantes              |

| Winnaar                    | Uitslag        | Verliezer               |
| -------------------------- | -------------- | ----------------------- |
| FC Bourg-Péronnas          | 1-0            | Dijon FCO *             |
| Stade Laval *              | 2-1            | Le Havre AC             |
| FC Libourne-Saint-Seurin * | 2-2 ns (12-11) | Le Mans UC              |
| ES Wasquehal               | 2-1            | US Quevilly *           |
| EA Guingamp                | 5-1            | AC Seyssinet Pariset ** |
| FC Metz                    | 1-0            | AS Nancy *              |
| Toulouse FC *              | 1-0            | RC Lens                 |
| Lille OSC                  | 2-0 nv         | RCO Agde **             |

### 1/8 finale
De wedstrijden werden op 15 en 16 februari gespeeld.
 * = thuis; ** Bourg-Auxerre in Lyon.
| Winnaar              | Uitslag | Verliezer                  |
| -------------------- | ------- | -------------------------- |
| AJ Auxerre           | 3-1     | FC Bourg-Péronnas **       |
| Paris Saint-Germain  | 1-0     | Stade Laval *              |
| Stade Rennes         | 3-0     | FC Libourne-Saint-Seurin * |
| Girondins Bordeaux * | 4-1     | ES Wasquehal               |

| Winnaar           | Uitslag      | Verliezer   |
| ----------------- | ------------ | ----------- |
| Angoulême CFC *   | 0-0 ns (3-2) | EA Guingamp |
| FC Martigues *    | 2-1          | FC Metz     |
| SC Schiltigheim * | 3-0          | Toulouse FC |
| FC Lorient *      | 1-0          | Lille OSC   |

### Kwartfinale
De wedstrijden werden op 15 en 16 maart gespeeld.
 * = thuis; ** Schiltigheim-Rennes in Straatsburg. Angoulême-Auxerre in Poitiers.
| Winnaar              | Uitslag      | Verliezer          |
| -------------------- | ------------ | ------------------ |
| AJ Auxerre           | 0-0 ns (4-2) | Angoulême CFC **   |
| Paris Saint-Germain  | 1-0          | FC Martigues *     |
| Stade Rennes         | 2-1          | SC Schiltigheim ** |
| Girondins Bordeaux * | 2-0          | FC Lorient         |

### Halve finale
De wedstrijden werden op 26 (Auxerre-Rennes) en 27 maart (St.Germain-Bordeaux) gespeeld.
 * = thuis 
| Winnaar               | Uitslag | Verliezer          |
| --------------------- | ------- | ------------------ |
| AJ Auxerre *          | 2-1     | Stade Rennes       |
| Paris Saint-Germain * | 2-0     | Girondins Bordeaux |

### Finale
|             |                                           |       |                     |                                                                                  |
| 31 mei 2003 | AJ Auxerre                                | 2 – 1 | Paris Saint-Germain | Stade de France, Saint-Denis Toeschouwers: 78.316 Scheidsrechter: Bertrand Layec |
| 31 mei 2003 | Djibril Cissé 76' Jean-Alain Boumsong 89' |       | 21' Hugo Leal       | Stade de France, Saint-Denis Toeschouwers: 78.316 Scheidsrechter: Bertrand Layec |